# Melanaspis arnaldoi
Melanaspis arnaldoi (лат.) — вид полужесткокрылых насекомых-кокцид рода Melanaspis из семейства щитовки (Diaspididae).

## Распространение
Южная Америка: Бразилия.

## Описание
Мелкие щитовки, диаметр взрослых самок около 1 мм, форма тела округлая; основная окраска от серой до чёрной.
Питаются соками таких растений, как Mimosa scabrella (Fabaceae) и Vitis (Vitaceae).
Таксон Melanaspis arnaldoi включён в состав рода Melanaspis Cockerell, 1897 вместе с таксонами A. aristotelesi, A. araucariae, A. bondari, A. bromiliae, A. figueiredoi, A. jaboticabae, A. leivasi, A. martinsi, A. saccharicola, A. santensis, A. smilacis.